# منمنمات إسلامية

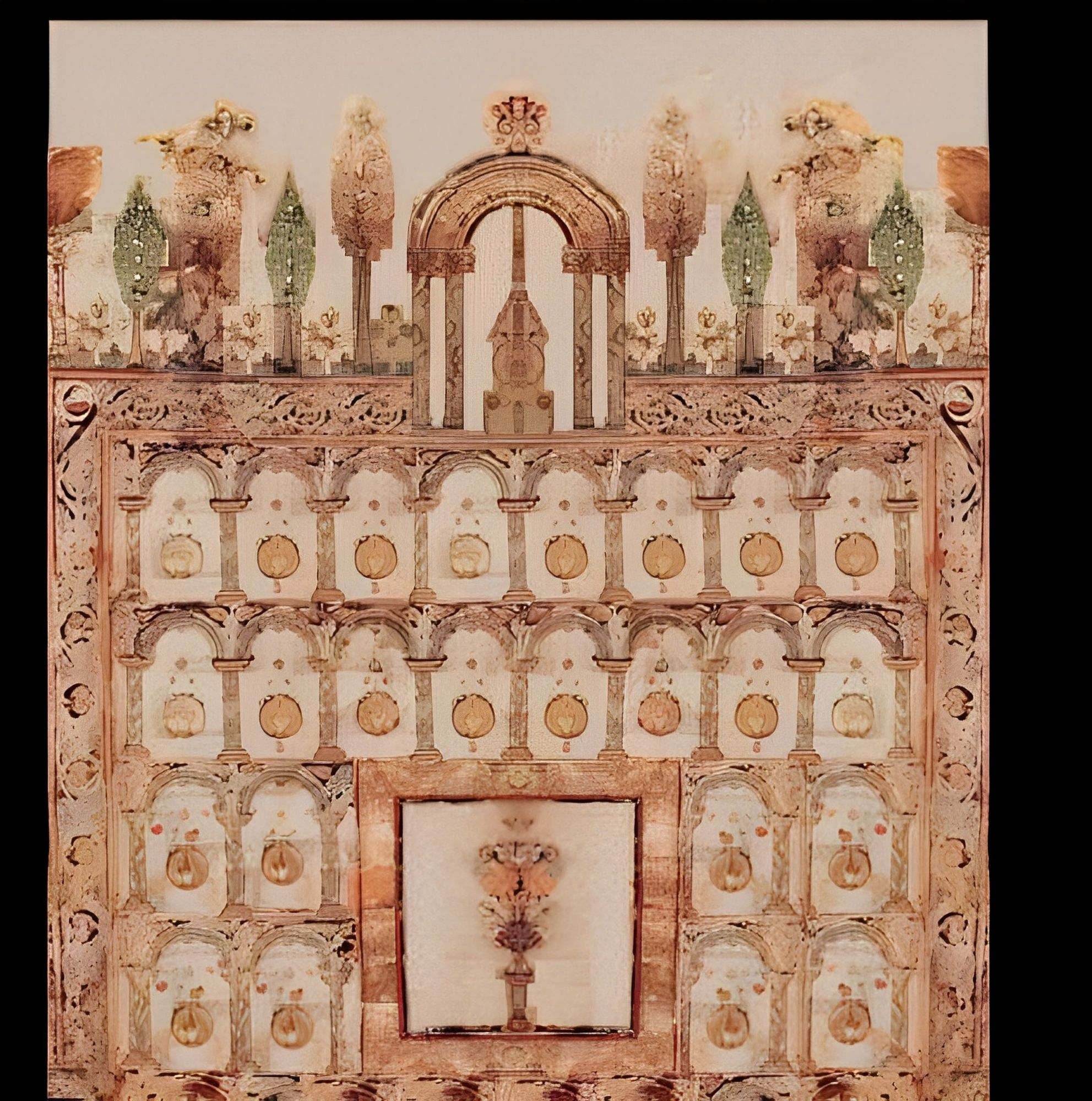
منمنمة من العصر الأموي تصور مسجدا وحديقة، 690م

المنمنمات الإسلامية هي لوحات صغيرة على الورق وعادة ما تكون رسومًا توضيحية للكتب أو المخطوطات ولكنها أيضًا أعمال فنية منفصلة في بعض الأحيان. تعود أقدم الأمثلة إلى حوالي 1000 بعد الميلاد، مع ازدهار الشكل الفني من حوالي 1200 بعد الميلاد. ينقسم هذا المجال من قبل العلماء إلى أربعة أنواع، العربية والمغولية (الهندية) والعثمانية (التركية) والفارسية.